# Ardfinnan Castle
Ardfinnan Castle er en fæstning opført omkring 1185 for at forsvare vadestedet over floden Suir ved Ardfinnan (Ard Fhíonáin på irsk) i County Tipperary, Irland. Den er søsterborg til Lismore Castle. Dne er i dag i privateje og ikke åben for offentligheden.
Den angelnormanniske borg blev opført på en klippetop med udsigt over Suir-dalen med Knockmealdown Mountains mod syd og Galtee Mountains mod nordvest. Borgens grundplan er et parallelogram med firkantede tårne i hjørnerne og en forskanset portbygning.